# Henri Kagan
Henri Boris Kagan (Boulogne-Billancourt, Altos do Sena, França, 15 de dezembro de 1930) é um químico francês.
Em 2001 houve uma controvérsia quando Kagan não recebeu o Nobel de Química, que foi compartilhado por Barry Sharpless do Scripps Research Institute em La Jolla, Ryōji Noyori da Universidade de Nagoya, e William Standish Knowles, que havia trabalhado na Monsanto, por trabalho sobre síntese assimétrica catalítica. Como Kagan foi um pioneiro nesta área, deveria ter sido condecorado com o Prêmio Nobel. Contudo, como por estatuto o prêmio pode ser concedido a no máximo três pessoas, Kagan foi deixado de fora.

## Condecorações
- 1991 - Medalha August Wilhelm von Hofmann[3]
- 1999 - Prémio Tetrahedron|Prêmio Tetrahedron[4]
- 2001 - Prêmio Wolf de Química
- 2002 - Prêmio Ryōji Noyori[5]
- 2005 - Prêmio Bower de Realização em Ciência[6]
- 2013 - Medalha Lavoisier (SCF)[7]